# Скачков Андрій Олегович
Андрі́й Оле́гович Скачко́в — сержант (станом на квітень 2019) ЗСУ. Пробув у полоні проросійських бойовиків т. зв. «ДНР» з 30.08.2014 по 27.08.2015.
На його повернення чекали мама, батько та брат, котрий також воює на сході України.

## Нагороди
За особисту мужність і героїзм, виявлені у захисті державного суверенітету та територіальної цілісності України, вірність військовій присязі під час російсько-української війни
- нагороджений орденом «За мужність» III ступеня (25.3.2015)
- Орден «Народний Герой України» (22.04.2016).